# Concrete5
Concrete5 is een opensource contentmanagementsysteem (CMS). Concrete5 is geschreven in PHP en maakt gebruik van MySQL. Het systeem is sinds 2003 beschikbaar en heeft inmiddels functies als caching, versiebeheer, geavanceerde permissies en online bestandsbeheer.

## Ontwikkeling
De Concrete5 code is gebaseerd op de Model-View-Controller architectuur (MVC) en object georiënteerd programmeren (OOP). Een deel van de code is gebaseerd op het Zend Framework.

## Community
Concrete5 heeft een community van meer dan 175.000 leden. Als lid kan men zogeheten Karma-punten verdienen door bijvoorbeeld actief te zijn op het forum, fouten te rapporteren, of plugins te maken. Op 6 juni 2013 werd Concrete5-certificering mogelijk. Leden kunnen daarmee hun expertise aantonen door het gedeeltelijk of helemaal afronden van 21 tests.

## Uitbreidingen
Websites met Concrete5 kunnen gekoppeld worden met de marktplaats. Op de marktplaats staan zowel betaalde als gratis 'add-ons'. Het zogeheten PRB-team (Peer Review Board) controleert de add-ons voordat deze toegevoegd worden aan de marktplaats.

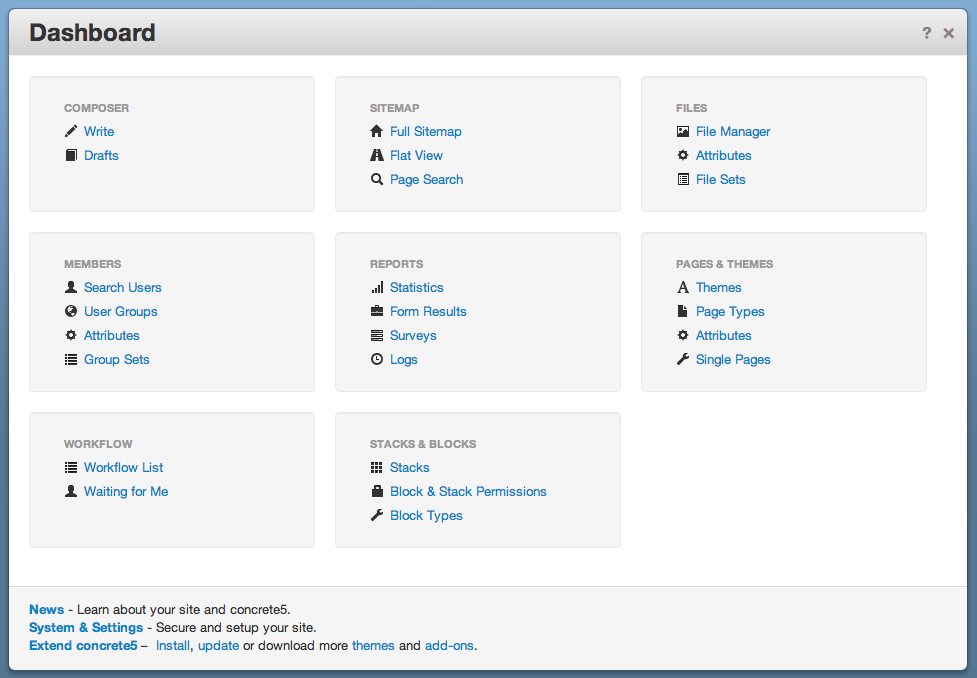
Concrete5 Dashboard